# Takeo Itō
Takeo Itō (伊東 武夫, Itō Takeo) (6 juillet 1889 - 24 février 1965) est un général de l'armée impériale japonaise.

## Biographie
Né à Fukuoka, Takeo Itō est commandant du 228e régiment d'infanterie au début de la seconde guerre sino-japonaise. Il prend le commandement du 114e régiment le 1er septembre 1941. Promu major-général le 25 août 1941, Itō est nommé à la tête du groupe d'infanterie de la 38e division,, la principale division de l'invasion de Hong Kong.
Début 1942, Itō est affecté à un détachement nommé de son propre nom, le « détachement Itō », et composé principalement du 228e régiment d'infanterie de la 38e division, et du 1er bataillon de débarquement de Kure, qui participe à la bataille d'Ambon en Indonésie (30 janvier–3 février 1942), et à l'occupation de l'île de Timor. Toutes ces campagnes se caractérisent par leur extrême violence et par le massacre de prisonniers.
En novembre, Itō, avec un régiment de la 38e division, débarque sur l'île de Guadalcanal. Le 11 novembre, durant la bataille de Guadalcanal, Itō, sur l'ordre du lieutenant-général Harukichi Hyakutake, attaque les Américains qui lancent une offensive sur les positions japonaises de la Matanikau. Cependant, le général américain Alexander Vandegrift rappelle ses troupes après avoir reçu un rapport signalant les plans d'Hyakutake. Itō aide plus tard à commander les troupes de la 38e division lors de la bataille des monts Austen, du Cheval au galop et de l'Hippocampe. Lui et les survivants de la 38e de Guadalcanal sont évacués par la marine japonaise durant l'opération Ke en février 1943. Itō est ensuite nommé commandant de la 40e brigade mixte indépendante, stationnée sur l'île de Nouvelle-Irlande le 8 juillet 1944. Il est promu Général de division le 26 novembre de la même année.
À la fin de la guerre, Itō est fait prisonnier par l'armée australienne et jugé devant un tribunal militaire pour le meurtre de civils chinois. Il est condamné à mort à Rabaul sur l'île de Nouvelle-Bretagne le 24 mai 1946. Ito fut néanmoins transféré à la demande des Britanniques et poursuivi devant la Haute-Cour de HongKong chargée des crimes de guerre en 1948 pour être condamné à 12 ans de prison. Il est décédé au Japon en 1965.